# ماکسی ایگلسیاس
ماکسی ایگلسیاس (اسپانیایی: Maxi Iglesias‎؛ زادهٔ ۶ فوریهٔ ۱۹۹۱) بازیگر و مدل اهل اسپانیا است.
از فیلم‌ها یا برنامه‌های تلویزیونی که وی در آن نقش داشته است، می‌توان به سفارت، تجربه فراطبیعی سه‌بعدی، با وجود همه‌چیز، سکس، مهمانی و دروغ و فیزیک یا شیمی اشاره کرد.